# Parc national des Hautes-Gorges-de-la-Rivière-Malbaie
Pour les articles homonymes, voir Malbaie et Gorges.
Le parc national des Hautes-Gorges-de-la-Rivière-Malbaie est un parc national du Québec d'une superficie de 224,9 km2. Il est accessible depuis le village de Saint-Aimé-des-Lacs dans la région touristique de Charlevoix et la région administrative de la Capitale-Nationale. Il constitue l'une des Aires centrales de la Réserve mondiale de la biosphère de Charlevoix, statut octroyé par l'UNESCO.

## Description

Logo

Ce parc provincial est représenté par une vallée profonde entre de hautes montagnes qui présentent des parois escarpées de plus de 800 mètres de hauteur. On y retrouve de nombreuses cascades et chutes dont la plus haute fait 160 mètres ainsi que de nombreux mammifères typiques de la forêt boréale dont la martre d'Amérique ainsi que le caribou des bois qui fréquente les sommets isolés du parc. Le parc comprend aussi la réserve écologique des Grands-Ormes. D'une altitude de 1050m, le Mont Jérémie est le plus haut sommet du parc.
Au cœur de cette vallée, dont les parois peuvent atteindre jusqu'à 800 m de hauteur, coule la rivière Malbaie, fréquentée entre autres par la Lamproie marine ainsi que par le saumon atlantique.
Le parc est géré par le gouvernement québécois à travers la Société des établissements de plein air du Québec (SÉPAQ).

## Histoire
- 1970: Les premiers relevés de terrain ont lieu par le ministère du Tourisme, de la Chasse et de la Pêche pour préciser ce que pourrait être un projet de parc dans les Hautes-Gorges.
- 1975: Même s'il n'est pas encore un Parc National au sens légal, le Parc des Hautes-Gorges-de-la-Rivière-Malbaie apparaît pour la première fois dans la programmation du ministère du Tourisme, de la Chasse et de la Pêche.
- 1977: Un investissement de 64 000 $ y est réalisé par le ministère des Terres et Forêts à fin d'y construire des infrastructures élémentaires d'accueil.
- 1979: Alors que le Parc des Laurentides s'apprête à être créé, le ministère du Loisir, de la Chasse et de la Pêche renonce à créer du même coup le parc des Hautes-Gorges tel qu'il était prévu puisque ceci aurait trop fait augmenter les coûts de compensation à verser à la compagnie forestière Donohue (en) bénéficiant alors d'une concession forestière dont faisaient partie ces deux parcs.
- 1983: Le ministère du Loisir, de la Chasse et de la Pêche fait part de son intention de créer le parc des Hautes-Gorges-de-la-Rivière-Malbaie lors de la tenue du Sommet sur l'économie de la grande région de la Capitale.
- 1985: Les dernière coupes forestières ont lieu dans les Hautes-Gorges puisque le ministère de l'Énergie et des Ressources procède à la rétrocession de la partie de la concession de la compagnie Donohue située dans le projet de parc.
- 1996: La crue du 19 juillet (voir Déluge du Saguenay) fait des ravages dans le parc et il est fermé pour le reste de la saison car ses routes sont devenues inutilisables[4].
- 2000: Création légale du parc par le Gouvernement du Québec, devenant ainsi le 20e parc du réseau Parc-Québec[5].
- 2017: Le 13 septembre, les limites du parc sont agrandies de 20 ha pour atteindre 224,9 km2[6].

## Géographie
Le parc est situé en milieu montagneux, dans la chaîne des Laurentides, plus précisément dans l'est du massif du lac Jacques-Cartier. Le relief accidenté des Hautes-Gorges structure le paysage du parc en cinq grandes unités physiographiques:
- Les hauts monts: occupe l'est du parc, sur une superficie de 51,6 km2, et regroupe la plupart des sommets du parc, dont la montagne des Érables, le Mont-Élie et le mont Jérémie.
- Le plateau du lac Scott: d'une superficie de 32,2 km2, ce plateau occupe la partie nord du parc et son altitude se situe dans la classe 750 à 900 m. Les espaces plats ou de pente faible sont rares et principalement situés dans les dépressions du lac Scott et du ruisseau Blanc.
- Vallée de la rivière Malbaie: comme son nom l'indique, cette unité regroupe la vallée de la rivière Malbaie ainsi que les sommets qui lui sont adjacents. Cette unité est d'une superficie de 103,4 km2 et traverse le parc de part en part, en son centre. La vallée et sa rivière sont d'abord orientés nord-sud pour devenir brusquement est-ouest dans le secteur justement nommé l'Équerre. Le point le plus bas du parc est situé dans cette zone à la frontière sud-est du parc où la lecture topographique indique une altitude de 190 m.
- Le Plateau ouest:  D'une superficie de 72,5 km2, cette unité est caractérisée par la classe d'altitude 750 à 900 m, quoique la classe 600 à 750 m occupe également un espace important. Quelques sommets de plus de 900 m y existent aussi, notamment dans le secteur du lac Porc-Épic.
- Vallée de la rivière des Martres: située au sud du Plateau ouest et à l'est de la vallée de la rivière Malbaie, cette cinquième unité physiographique est d'une superficie de 30,3 km2. Son relief est le plus bas de tout le parc, de l'ordre des 400 m.

## Loisirs
Les activités disponibles dans le parc comprennent la randonnée, les croisières en bateau fluvial, le canoë, le kayak, la pêche, le vélo, le rabaska, ornithologie, escalade sur glace et camping.
Il y a trois sites de camping dans le parc, dont l'un n'est accessible qu'en canoë ou à vélo.
Deux centres de services sont ouverts régulièrement pour répondre aux besoins des visiteurs et dépanner au besoin : le Centre de services le Draveur et le Centre de découvertes et de services Félix-Antoine Savard.
Les chiens sont admis dans quelques sentiers du parc et ce, selon certaines conditions.
Le parc contient sept sentiers de randonnée totalisant 32,9 km, dont un de 10,5 km avec un 800 m gain d'altitude. Sur ces sentiers, les randonneurs peuvent atteindre le sommet de la Montagne des Érables (aussi appelée Acropole des Draveurs).
La piste cyclable de 8 km emmène les visiteurs à travers la gorge le long de la rivière Malbaie, tandis qu'une courte randonnée mène à la chute du Ruisseau Blanc (White Stream Waterfalls) 45 m de haut, qui est alimenté par l'un des nombreux lacs de haute altitude et vallées suspendues.
Les voitures ne sont pas autorisées dans le parc. Il y a un parking à la porte, où il faut s'inscrire et payer pour avoir accès au parc. De là, les visiteurs peuvent prendre un autobus qui les amènera à certains points du parc et au Centre de services Draveur.
Le point de départ du sentier Le Riverain est accessible par le Centre de découvertes et de services Félix-Antoine-Savard, par le Camping le Cran (km 0,5) et par le Pont des Érables (km 2).

## Faune et flore
Comme tous les autres parcs nationaux faisant partie de la Société des établissements de plein air du Québec, l'objectif prioritaire du parc est la conservation. Le parc national des Hautes-Gorges-de-la-Rivière-Malbaie vise à protéger les plus hautes parois rocheuses à l'Est du Québec. Il abrite deux espèces de plantes éphémères dont la Matteucci fougère-à-l 'autruche et la cardamine carcajou.
La grive de Bicknell, l'Aigle royal et le Garrot d'Islande sont trois espèces d'animaux fragiles dont c'est possible d'observer.
La diversité faunique est caractérisée par la forte amplitude altitudinale. On peut observer des espèces dépendamment du relief. Les rapaces comme l'Aigle royal et le Faucon pèlerin sont souvent observables près des parois rocheuses massives. La rivière Malbaie regorge de plusieurs animaux dont le Balbuzard pêcheur.
La climatologie du parc varie selon l'altitude du parc et des saisons. En haute altitude, il est possible de retrouver une végétation rabougrie et une autre qui s'apparente plus au climat de la Toundra. En basse altitude et dans le fond des vallées, la végétation est plus propice aux feuillus. D'autres sections du parc abritent des frênes, d'ormes d'Amériques ainsi que des érables à sucre,.

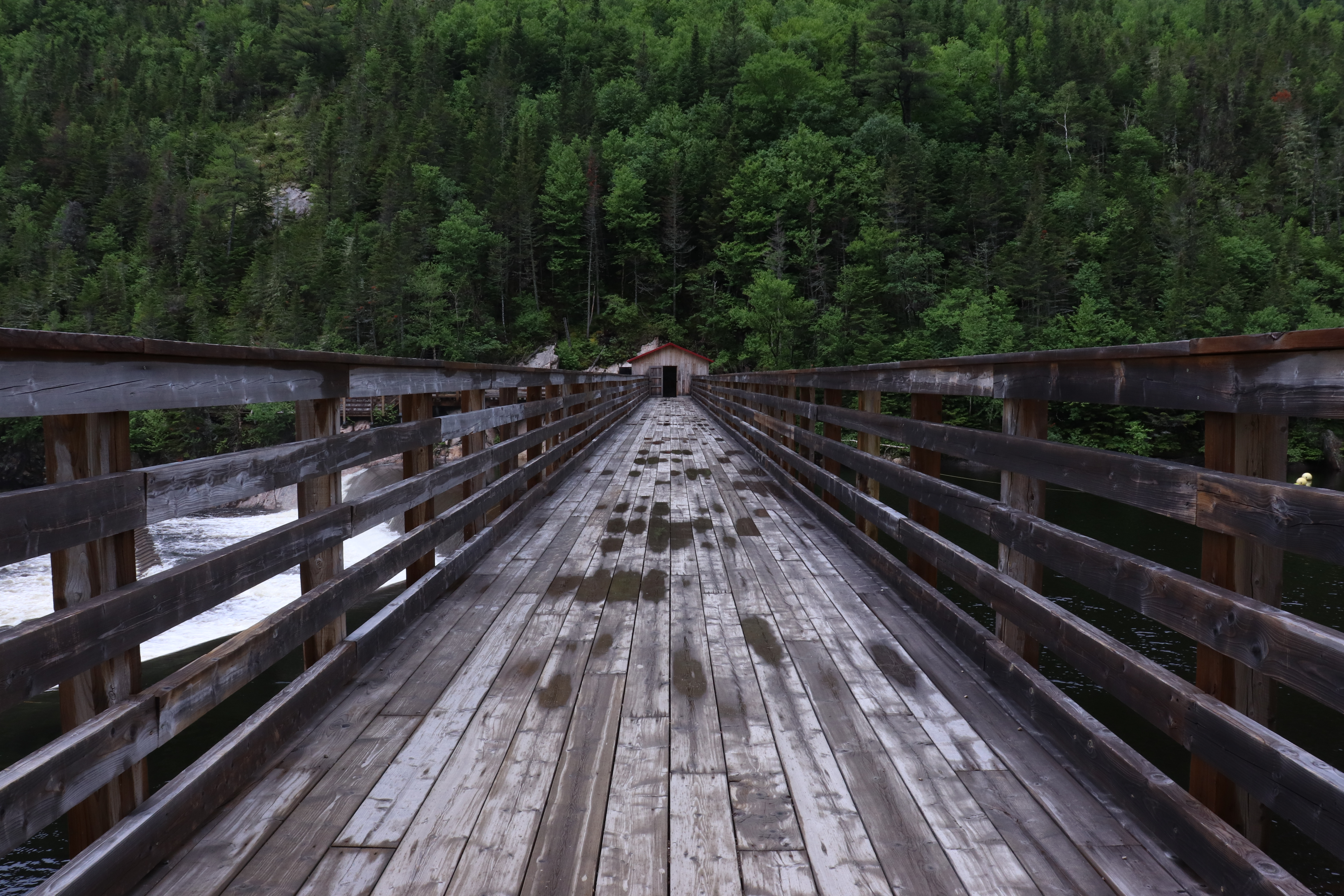
Pont des érables

## Galerie

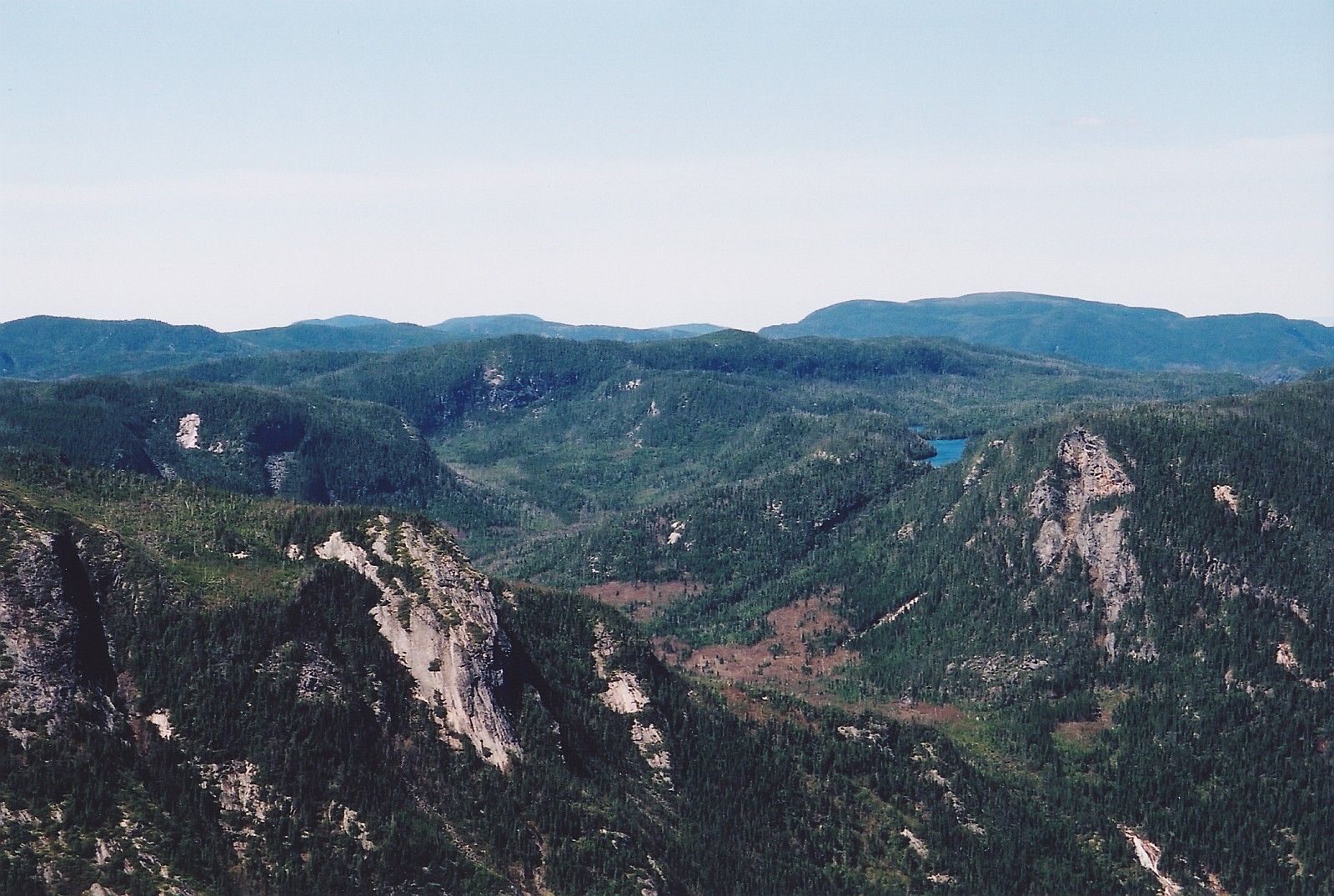
Les Laurentides vues de l'Acropole des Draveurs dans le Parc des Hautes-Gorges.
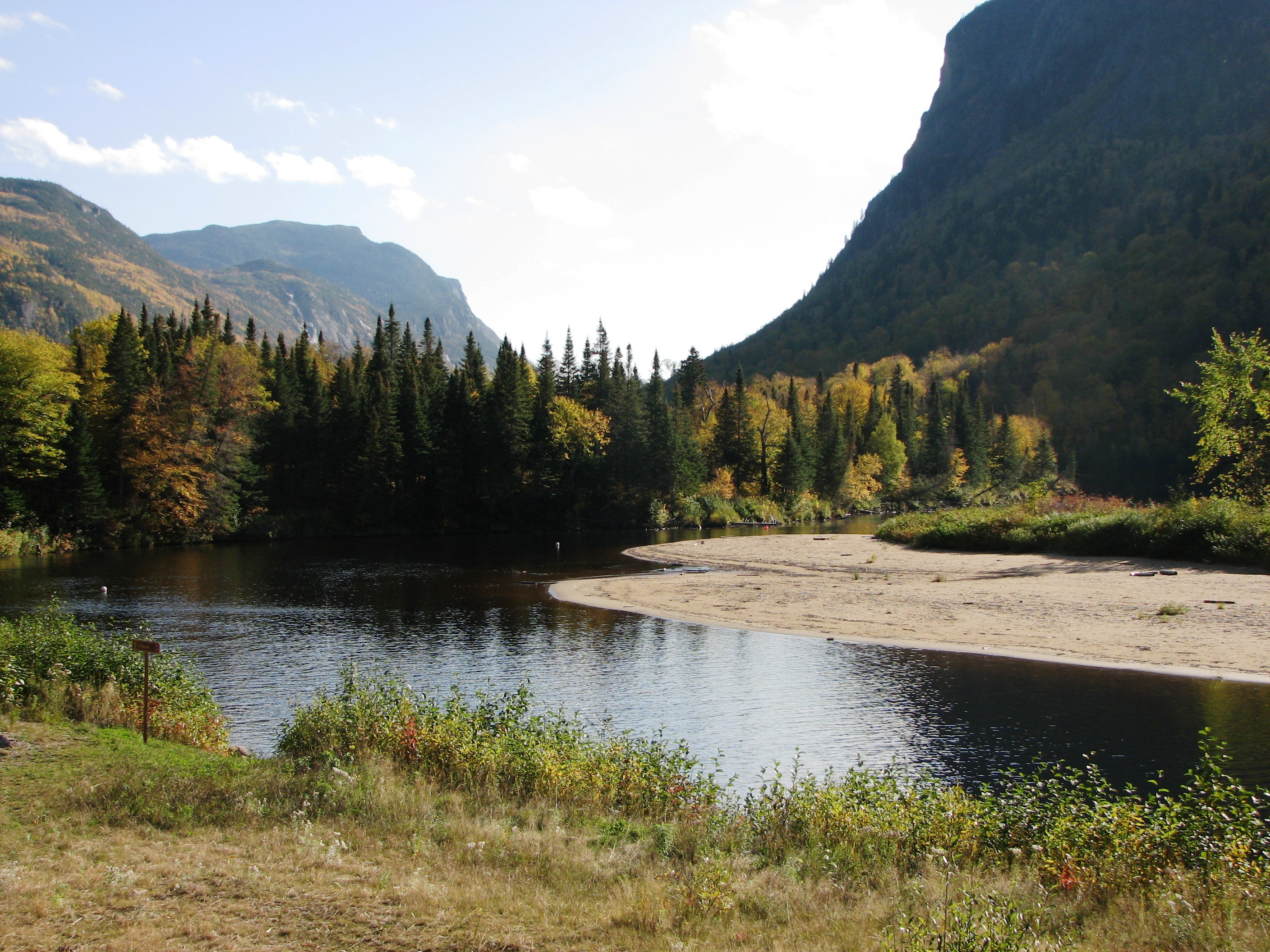
Fond de la vallée de la rivière Malbaie.
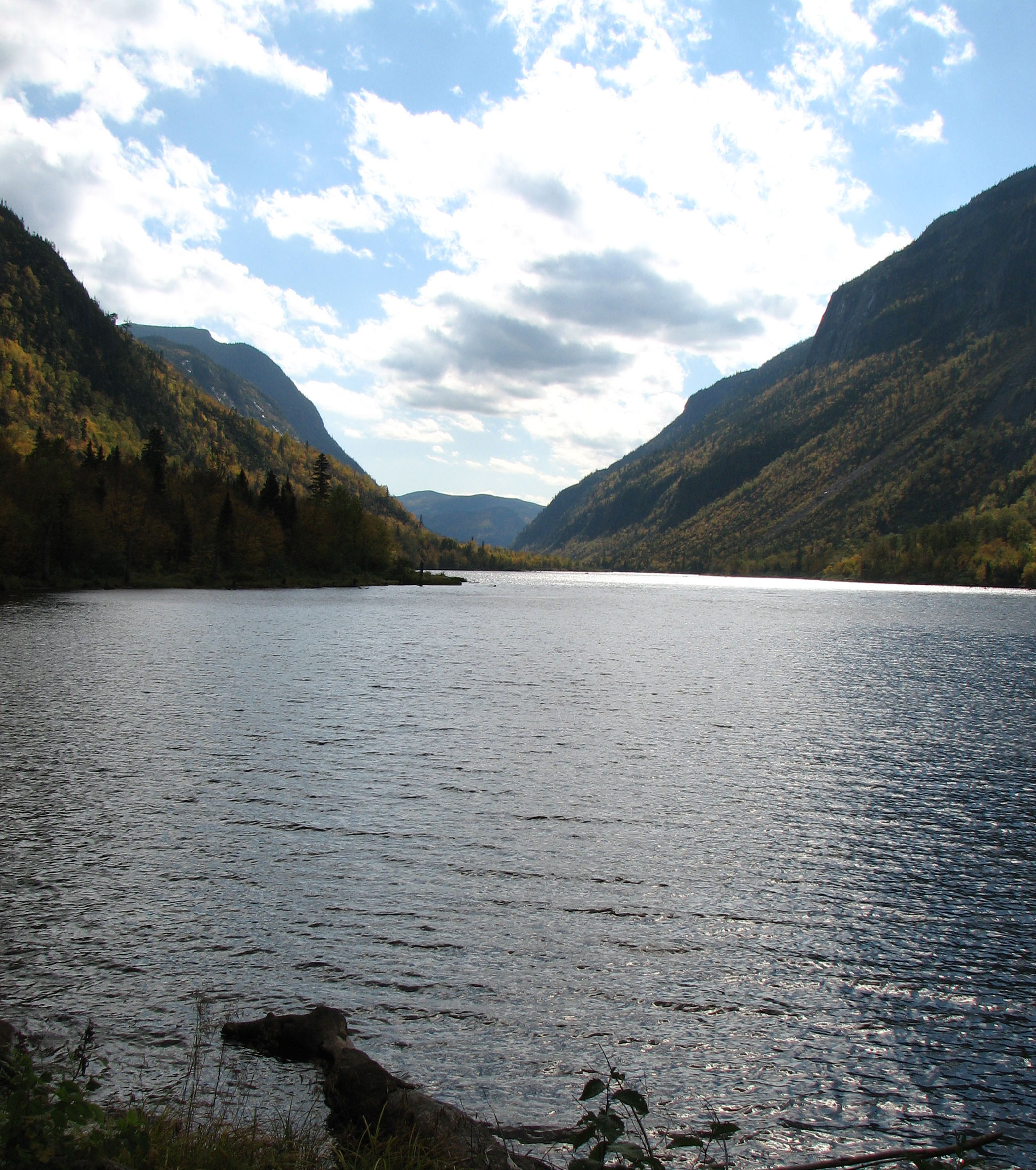
La rivière Malbaie non loin du barrage.
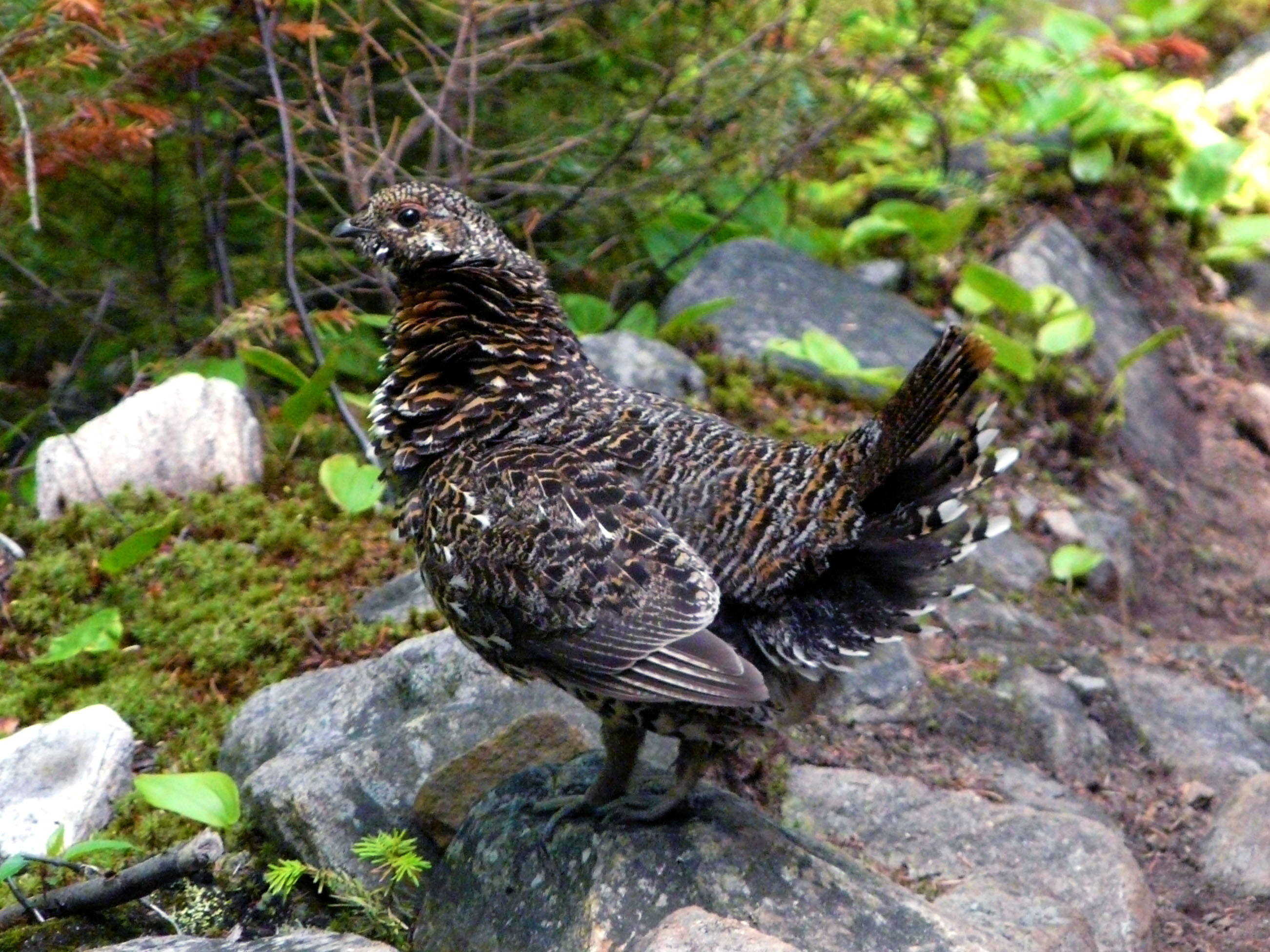
Gélinotte huppée.
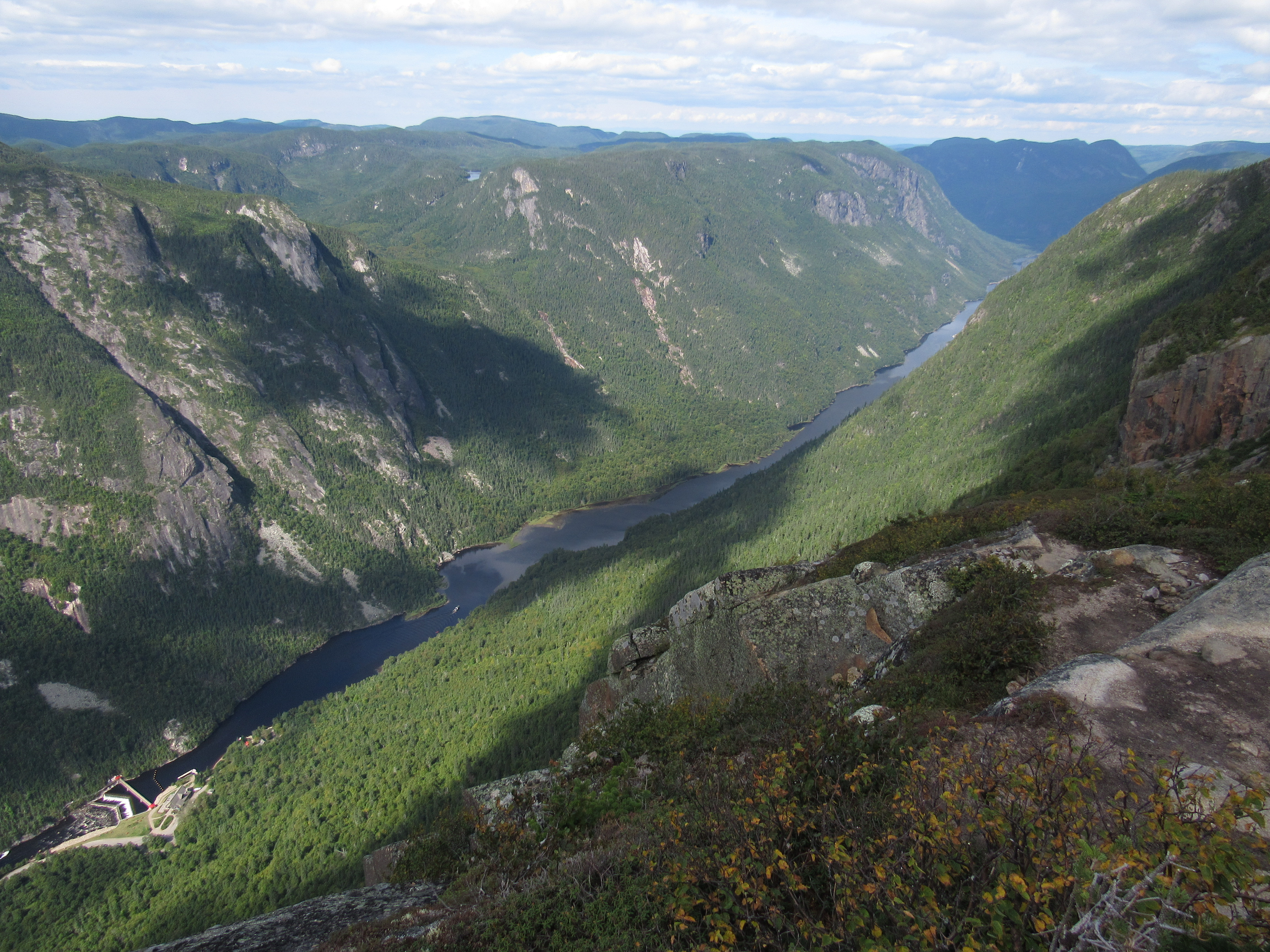
Gorges de la rivière Malbaie depuis l'Acropole des Draveurs
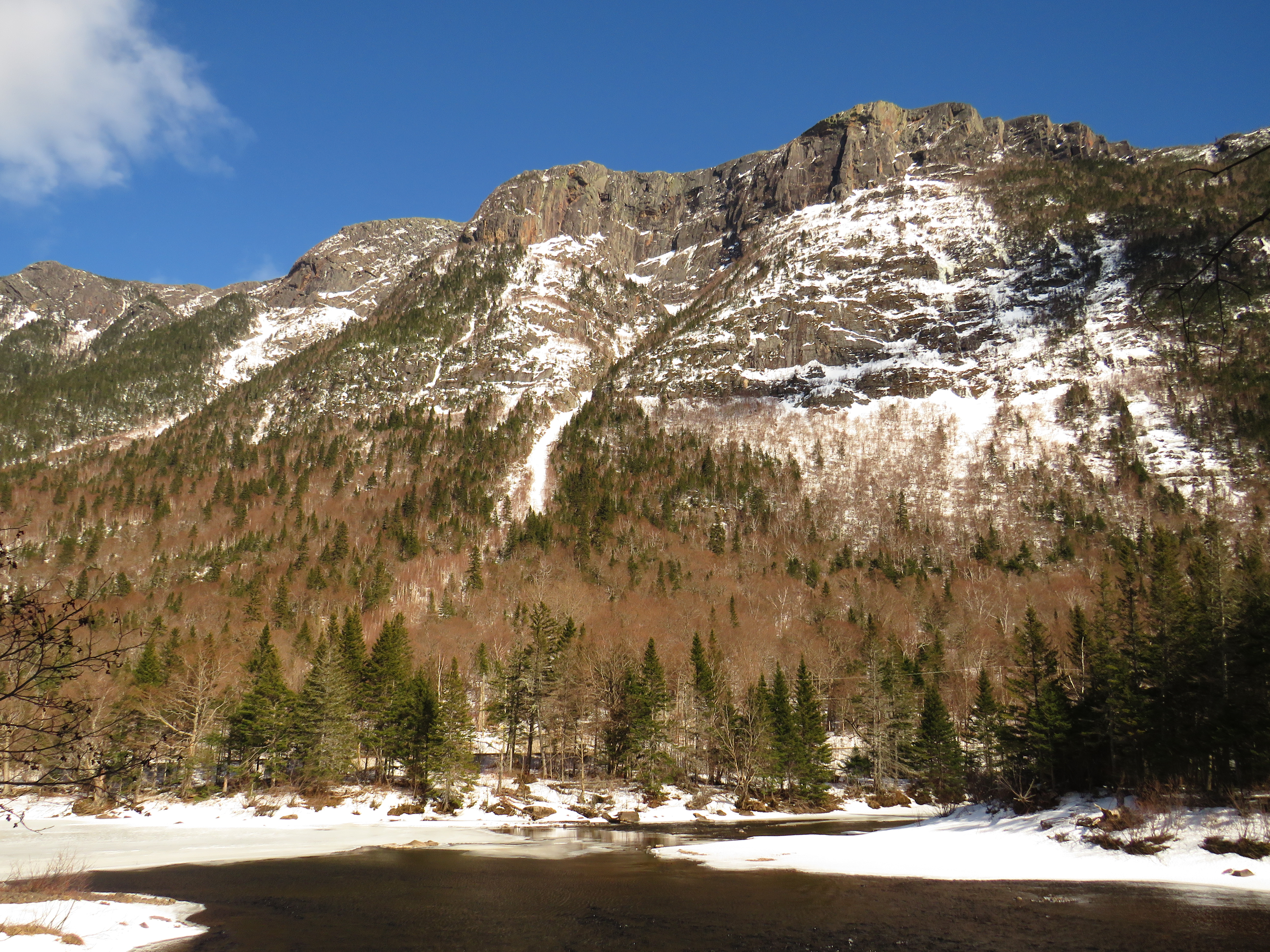
Acropole des Draveurs en hiver